# Helene-Lange-Gymnasium Markgröningen
Das Helene-Lange-Gymnasium (HLG) ist ein erstmals 1935 und 1988 neu gegründetes Gymnasium in Markgröningen im baden-württembergischen Landkreis Ludwigsburg. Das Aufbaugymnasium mit musisch-künstlerischem Schwerpunkt und Ganztagsbetreuung ist benannt nach der Pädagogin und Frauenrechtlerin Helene Lange.

## Schulträger und Lehrkörper
Das Helene-Lange-Gymnasium wird vom „Schulverband Helene-Lange-Gymnasium“ getragen, dem der Landkreis Ludwigsburg und die Stadt Markgröningen angehören. Vorläufer des HLG war die gleichnamige Schule mit Internat unter der Trägerschaft des Landes Baden-Württemberg, das 1988 Trägerschaft und Schulgelände, zu dem das ehemalige Residenzschloss, eine Kultur- und Sporthalle sowie der Schlossgarten gehören, an den neugegründeten Schulverband übertragen hat.
Die rund 350 Schülerinnen und Schüler stammen großteils aus Markgröningen und den Kommunen im Landkreis Ludwigsburg. Unterrichtet werden sie im Schuljahr 2015/16 von 34 Fachlehrkräften und 15 Instrumentallehrkräften.

## Konzept
Das Helene-Lange-Gymnasium ist ein Aufbaugymnasium mit musisch-künstlerischem Schwerpunkt und Ganztagesbetreuung. Das
allgemeinbildende Gymnasium beginnt mit Klasse 7 und führt nach sieben Schuljahren in Klasse 13 zur allgemeinen Hochschulreife. Instrumentalunterricht gibt es ab Klasse 7 für viele Instrumente, die durch eigene Instrumentallehrer unterrichtet werden. Die Teilnahme an einer musisch-künstlerischen Arbeitsgemeinschaft ist für alle Schüler der Klassen 7 bis 11 Pflicht. Den ganztags von Lehrkräften betreuten Schülern stehen für ihre Hausaufgaben eine Schulbibliothek und Arbeitsräume mit Schreib- oder Arbeitstischen zur Verfügung.
Sprachenfolge ab Klasse 7:
- Englisch: aufbauend auf die Realschule Klasse 6
- Französisch: Anfangsunterricht für Realschüler, Förderung von Gymnasiasten

Musisch-künstlerisches Profil ab Klasse 9:
- 4 Std. Bildende Kunst oder 4 Std. Musik im gewählten Profilfach
- 2 Std. im jeweils anderen Fach

Kursstufen:
Durch die Kooperation mit dem Hans-Grüninger-Gymnasium in Markgröningen kann das HLG in der Kursstufe 1 und 2 ein breites Angebot an Wahl-Kernfächern bieten. Musik und Bildende Kunst sind als 4-stündiges Kernfach in der Kursstufe 1 und 2 immer wählbar.

## Geschichte

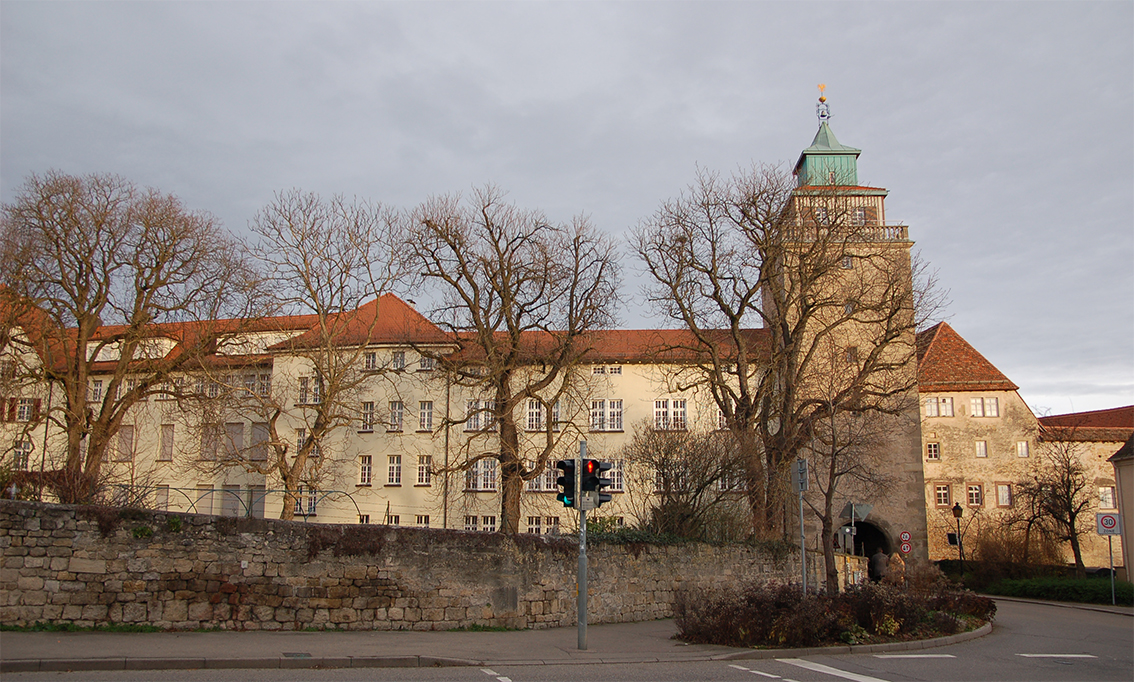
HLG von Westen: einst Reichsburg, dann württembergisches Residenzschloss, Oberamtei, Arbeitshaus, Lehrerinnenseminar mit Waisenhaus und Internat

### Lehrerinnenseminar
Im Mai 1873 wurde das ehemalige Schloss, Oberamteigebäude und Arbeitshaus an das Königliche Lehrerinnenseminar Markgröningen mit angeschlossenem Waisenhaus, das auch für Übungszwecke dienen sollte, übergeben. Eine Vorläufer-Institution hatte der „Mädchenschulmeister“ Johannes Buhl 1855 in Ludwigsburg ins Leben gerufen. 1917 wurde das Waisenhaus aufgelöst. Das Lehrerinnenseminar wurde bis 1935 betrieben und dann in die Hochschule Esslingen transferiert.

### Aufbauschule mit Internat
Von April 1935 bis zur kriegsbedingten Auflösung im März 1945 wurde im Gebäudekomplex des ehemaligen Schlosses die „Aufbauschule Markgröningen“ mit Internat für begabte Volksschülerinnen betrieben. Diese konnten nach der 7. Klasse nach Markgröningen wechseln und hier die Reifeprüfung ablegen. Nachdem die Schule zur Unterbringung von befreiten Kriegsgefangenen und alliierten Streitkräften gedient hatte, wurde die Schule von Juli 1946 bis 1950 wieder als Internat für angehende Lehrerinnen genutzt. Danach wurde erneut ein landeseigenes „Aufbaugymnasium mit Heim“ eingerichtet, das 1954 in „Helene-Lange-Schule“ umbenannt wurde. In den 1970er Jahren kamen auch mehr und mehr männliche Schüler hinzu. Den neuen Anforderungen der reformierten Oberstufe wurde man in Kooperation mit dem HGG gerecht. 1987 wurde das Internat aufgelöst. 1988 übertrug das Land die Trägerschaft und das Schulgelände an den von Stadt und Kreis gegründeten Schulverband.

## Bekannte Schüler
- Shabo Talay (* 1968), Orientalist, Semitist und Hochschullehrer